# Västkusthiphop
Västkusthiphop (engelska: West Coast hip hop) är en hiphopstil som växte fram i Kalifornien under tidigare delen av 1980-talet. Den har sedan dess vuxit till att bli en egen hiphopgenre.
Under västkusthiphopens "guldålder" blev artister som Dr. Dre, Snoop Dogg, Ice Cube och Tupac Shakur centrala gestalter för genren. Musikerna kom nästan uteslutande från låginkomstområden med mycket kriminalitet i Kalifornien, som till exempel Compton. Det geografiska centrumet var Los Angeles-området, men kan också inkludera San Francisco Bay Area, San Diego, Sacramento och Seattle.
Album som tidigt blev stilbildande för den relativt nya genren var Straight Outta Compton av N.W.A och The Chronic av Dr. Dre som släpptes i slutet av 1980-talet och i början av 1990-talet.